# Superliga de Colombia 2016
La Superliga de Colombia 2016 (oficialmente y por motivos de patrocinio, Superliga Águila 2016) fue la quinta edición (5a) del torneo oficial de fútbol colombiano que enfrentó a los campeones del FPC 2015, Deportivo Cali, campeón del Apertura 2015, contra Atlético Nacional, campeón del Finalización 2015.
El club Atlético Nacional se coronó campeón al derrotar al Deportivo Cali 5-0 en el global, y obtuvo así un cupo a la Copa Sudamericana 2016.

## Sistema de juego
La Superliga de Colombia se disputa a dos enfrentamientos directos de ida y vuelta, entre los dos campeones de los torneos de liga organizados en el año inmediatamente anterior. El equipo que haya tenido más puntos en la tabla de reclasificación 2015, juega el partido de ida como visitante y el encuentro de vuelta en condición de local.
El equipo que tras los dos enfrentamientos finalice con más puntaje, es coronado como campeón. En caso de que terminen con la misma cantidad de puntos, el desempate se hace mediante la diferencia de goles, siendo campeón el de mejor diferencia. Si el empate persiste, el campeón se define mediante los tiros desde el punto penal.

## Llave
| Bandera del departamento de Antioquia | vs. |                  |
| ------------------------------------- | --- | ---------------- |
| Atlético Nacional 2 3 5               | vs. | Deportivo Cali 0 |

## Participantes
| Atlético Nacional         | Deportivo Cali         |
| ------------------------- | ---------------------- |
| Estadio Atanasio Girardot | Estadio Deportivo Cali |
| Capacidad: 48.700         | Capacidad: 55.500      |
|                           |                        |
| Medellín                  | Palmira                |

## Partidos

### Partido de ida
| 12         | Guardameta     | Ernesto Hernández   |     |
| 3          | Defensa        | Juan Quintero       |     |
| 4          | Defensa        | Eduar Caicedo       |     |
| 13         | Defensa        | Helibelton Palacios |     |
| 26         | Defensa        | John Janer Lucumí   |     |
| 5          | Centrocampista | Andrés Pérez        |     |
| 8          | Centrocampista | Miguel Godoy        |     |
| 25         | Centrocampista | Fabián Sambueza     | 79' |
| 10         | Centrocampista | Andrés Felipe Roa   | 64' |
| 7          | Delantero      | Harold Preciado     |     |
| 9          | Delantero      | Rafael Santos Borré | 63' |
| Entrenador | Entrenador     | Fernando Castro     |     |

| 34         | Guardameta     | Franco Armani    |     |
| 5          | Defensa        | Francisco Nájera |     |
| 26         | Defensa        | Davison Sánchez  |     |
| 2          | Defensa        | Daniel Bocanegra |     |
| 19         | Defensa        | Farid Díaz       |     |
| 8          | Centrocampista | Diego Arias      |     |
| 24         | Centrocampista | Sebastián Pérez  |     |
| 10         | Centrocampista | Macnelly Torres  | 75' |
| 28         | Delantero      | Orlando Berrío   | 88' |
| 16         | Delantero      | Jonathan Copete  |     |
| 27         | Delantero      | Luis Carlos Ruiz | 69' |
| Entrenador | Entrenador     | Reinaldo Rueda   |     |

| 34 | Delantero      | César Amaya       | 63' |
| 21 | Centrocampista | Nicolas Benedetti | 64' |
| 18 | Centrocampista | Daniel Giraldo    | 79' |

| 9  | Delantero      | Jefferson Duque  | 69' |
| 18 | Centrocampista | Alejandro Guerra | 75' |
| 22 | Defensa        | Gilberto García  | 88' |

| Anotado | 24' | Jonathan Copete | 0–1 |
| Anotado | 84' | Jonathan Copete | 0–2 |

| Amonestado | 7'  | Andrés Eduardo Pérez |
| Amonestado | 48' | Miguel Godoy         |
| Amonestado | 52' | Juan Quintero        |
| Amonestado | 63' | Andrés Felipe Roa    |
| Amonestado | 69' | Nicolas Benedetti    |

| Amonestado | 10' | Diego Arias     |
| Amonestado | 35' | Orlando Berrío  |
| Amonestado | 58' | Macnelly Torres |

| Árbitro             | Juan Carlos Gamarra |
| Árbitros asistentes | Wilmar Navarro      |
| Árbitros asistentes | Ángel Caro          |
| Cuarto árbitro      | Andrés Rojas        |

| 12         | Guardameta     | Ernesto Hernández   |     |
| 3          | Defensa        | Juan Quintero       |     |
| 4          | Defensa        | Eduar Caicedo       |     |
| 13         | Defensa        | Helibelton Palacios |     |
| 26         | Defensa        | John Janer Lucumí   |     |
| 5          | Centrocampista | Andrés Pérez        |     |
| 8          | Centrocampista | Miguel Godoy        |     |
| 25         | Centrocampista | Fabián Sambueza     | 79' |
| 10         | Centrocampista | Andrés Felipe Roa   | 64' |
| 7          | Delantero      | Harold Preciado     |     |
| 9          | Delantero      | Rafael Santos Borré | 63' |
| Entrenador | Entrenador     | Fernando Castro     |     |

| 34         | Guardameta     | Franco Armani    |     |
| 5          | Defensa        | Francisco Nájera |     |
| 26         | Defensa        | Davison Sánchez  |     |
| 2          | Defensa        | Daniel Bocanegra |     |
| 19         | Defensa        | Farid Díaz       |     |
| 8          | Centrocampista | Diego Arias      |     |
| 24         | Centrocampista | Sebastián Pérez  |     |
| 10         | Centrocampista | Macnelly Torres  | 75' |
| 28         | Delantero      | Orlando Berrío   | 88' |
| 16         | Delantero      | Jonathan Copete  |     |
| 27         | Delantero      | Luis Carlos Ruiz | 69' |
| Entrenador | Entrenador     | Reinaldo Rueda   |     |

| 34 | Delantero      | César Amaya       | 63' |
| 21 | Centrocampista | Nicolas Benedetti | 64' |
| 18 | Centrocampista | Daniel Giraldo    | 79' |

| 9  | Delantero      | Jefferson Duque  | 69' |
| 18 | Centrocampista | Alejandro Guerra | 75' |
| 22 | Defensa        | Gilberto García  | 88' |

| Anotado | 24' | Jonathan Copete | 0–1 |
| Anotado | 84' | Jonathan Copete | 0–2 |

| Amonestado | 7'  | Andrés Eduardo Pérez |
| Amonestado | 48' | Miguel Godoy         |
| Amonestado | 52' | Juan Quintero        |
| Amonestado | 63' | Andrés Felipe Roa    |
| Amonestado | 69' | Nicolas Benedetti    |

| Amonestado | 10' | Diego Arias     |
| Amonestado | 35' | Orlando Berrío  |
| Amonestado | 58' | Macnelly Torres |

| Árbitro             | Juan Carlos Gamarra |
| Árbitros asistentes | Wilmar Navarro      |
| Árbitros asistentes | Ángel Caro          |
| Cuarto árbitro      | Andrés Rojas        |

### Partido de vuelta
| 34         | Guardameta     | Franco Armani    |     |
| 5          | Defensa        | Francisco Nájera |     |
| 2          | Defensa        | Daniel Bocanegra |     |
| 19         | Defensa        | Farid Díaz       |     |
| 26         | Defensa        | Davison Sánchez  |     |
| 8          | Centrocampista | Diego Arias      |     |
| 24         | Centrocampista | Sebastián Pérez  | 79' |
| 10         | Centrocampista | Macnelly Torres  | 71' |
| 11         | Delantero      | Andrés Ibargüen  | 54' |
| 16         | Delantero      | Jonathan Copete  |     |
| 27         | Delantero      | Luis Carlos Ruiz |     |
| Entrenador | Entrenador     | Reinaldo Rueda   |     |

| 12         | Guardameta     | Ernesto Hernández    |     |
| 13         | Defensa        | Helibelton Palacios  |     |
| 3          | Defensa        | Juan Quintero        |     |
| 16         | Defensa        | Germán Mera          | 65' |
| 23         | Defensa        | Felipe Banguero      |     |
| 5          | Centrocampista | Andrés Eduardo Pérez |     |
| 18         | Centrocampista | Daniel Giraldo       |     |
| 25         | Centrocampista | Fabián Sambueza      |     |
| 35         | Centrocampista | Kevin Balanta        | 46' |
| 7          | Delantero      | Harold Preciado      |     |
| 9          | Delantero      | Rafael Santos Borré  | 46' |
| Entrenador | Entrenador     | Fernando Castro      |     |

| 18 | Centrocampista | Alejandro Guerra | 54' |
| 29 | Delantero      | Marlos Moreno    | 71' |
| 13 | Centrocampista | Alexander Mejía  | 79' |

| 10 | Centrocampista | Andrés Felipe Roa | 46' |
| 34 | Delantero      | César Amaya       | 46' |
| 2  | Defensa        | Richard Rentería  | 65' |

| Anotado | 4'  | 10. Macnelly Torres  | 1–0 |
| Anotado | 52' | 24. Sebastián Pérez  | 2–0 |
| Anotado | 88' | 27. Luis Carlos Ruiz | 3–0 |

| Amonestado | 45+2' | Jonathan Copete |
| Amonestado | 72'   | Diego Arias     |
| Amonestado | 77'   | Marlos Moreno   |

| Amonestado | 84' | Richard Rentería |

| Árbitro             | Nicolas Gallo    |
| Árbitros asistentes | Alexander Guzmán |
| Árbitros asistentes | Harold Hurrea    |
| Cuarto árbitro      | Hervin Otero     |

| 34         | Guardameta     | Franco Armani    |     |
| 5          | Defensa        | Francisco Nájera |     |
| 2          | Defensa        | Daniel Bocanegra |     |
| 19         | Defensa        | Farid Díaz       |     |
| 26         | Defensa        | Davison Sánchez  |     |
| 8          | Centrocampista | Diego Arias      |     |
| 24         | Centrocampista | Sebastián Pérez  | 79' |
| 10         | Centrocampista | Macnelly Torres  | 71' |
| 11         | Delantero      | Andrés Ibargüen  | 54' |
| 16         | Delantero      | Jonathan Copete  |     |
| 27         | Delantero      | Luis Carlos Ruiz |     |
| Entrenador | Entrenador     | Reinaldo Rueda   |     |

| 12         | Guardameta     | Ernesto Hernández    |     |
| 13         | Defensa        | Helibelton Palacios  |     |
| 3          | Defensa        | Juan Quintero        |     |
| 16         | Defensa        | Germán Mera          | 65' |
| 23         | Defensa        | Felipe Banguero      |     |
| 5          | Centrocampista | Andrés Eduardo Pérez |     |
| 18         | Centrocampista | Daniel Giraldo       |     |
| 25         | Centrocampista | Fabián Sambueza      |     |
| 35         | Centrocampista | Kevin Balanta        | 46' |
| 7          | Delantero      | Harold Preciado      |     |
| 9          | Delantero      | Rafael Santos Borré  | 46' |
| Entrenador | Entrenador     | Fernando Castro      |     |

| 18 | Centrocampista | Alejandro Guerra | 54' |
| 29 | Delantero      | Marlos Moreno    | 71' |
| 13 | Centrocampista | Alexander Mejía  | 79' |

| 10 | Centrocampista | Andrés Felipe Roa | 46' |
| 34 | Delantero      | César Amaya       | 46' |
| 2  | Defensa        | Richard Rentería  | 65' |

| Anotado | 4'  | 10. Macnelly Torres  | 1–0 |
| Anotado | 52' | 24. Sebastián Pérez  | 2–0 |
| Anotado | 88' | 27. Luis Carlos Ruiz | 3–0 |

| Amonestado | 45+2' | Jonathan Copete |
| Amonestado | 72'   | Diego Arias     |
| Amonestado | 77'   | Marlos Moreno   |

| Amonestado | 84' | Richard Rentería |

| Árbitro             | Nicolas Gallo    |
| Árbitros asistentes | Alexander Guzmán |
| Árbitros asistentes | Harold Hurrea    |
| Cuarto árbitro      | Hervin Otero     |

|                                      |
| Bandera de Colombia                  |
| Campeón Atlético Nacional 2.º título |

## Goleadores
| Jugador          | Equipo            | Goles | Minutos jugados | Promedio minutos por gol |
| ---------------- | ----------------- | ----- | --------------- | ------------------------ |
| Jonathan Copete  | Atlético Nacional | 2     | 180'            | 90'                      |
| Macnelly Torres  | Atlético Nacional | 1     | 146             | 146                      |
| Luis Carlos Ruiz | Atlético Nacional | 1     | 159             | 159'                     |
| Sebastián Pérez  | Atlético Nacional | 1     | 169             | 169                      |
|                  |                   |       |                 |                          |